# Grand Hotel Quisisana
Il Grand Hotel Quisisana è un albergo situato nel centro storico di Capri: attivo dalla fine del XIX secolo è uno degli hotel più esclusivi al mondo.

## Storia e descrizione
Nel 1845 il medico britannico George Sidney Clark, stabilitosi sull'isola di Capri, decise di aprire un sanatorio nel centro storico di Capri, in una zona opportunamente soleggiata, a cui diede il nome di "Quisisana", convinto della salubrità dell'aria e del clima. Tuttavia con l'aumento del turismo sull'isola il sanatorio si andò a trasformare prima in una pensione e poi definitivamente, nel 1861, in albergo. Alla morte del medico, l'albergo passò nelle mani della moglie Anna e dei figli, i quali poco dopo lo vendettero a Federico Serena, un maggiordomo, successivamente eletto sindaco di Capri. Con la sua gestione l'albergo venne ampliato: durante gli scavi per la costruzione dell'ala ovest vennero alla luce ossa di dinosauro del periodo quaternario, in particolare anche manufatti litici risalenti all'acheuleano, quali ad esempio bifacciali e schegge. Nel 1913 Federico Serena morì: nel 1918 i suoi eredi lo vendettero alla Società Immobiliari Alberghi, mentre all'inizio degli anni 1960 fu acquistato da Felix Mechoulam, un magnate messicano, che lo ristrutturò completamente. Nel anni 1970 venne venduto all'imprenditore Max Grundig mentre nel 1981 fu acquistato dalla famiglia caprese dei Morgano. Nel 1986 divenne membro di The Leading Hotels of the World.
L'albergo dispone di 184 camere, otto sale conferenze, una con capienza di cinquecento persone e due ristoranti: il primo chiamato La Colombaia, accanto alla piscina, e il secondo chiamato Quisi, specializzato in cucina italiana. L'hotel è circondato da un giardino, ha due piscine, un centro benessere e un teatro.